# Talsperre Goldentraum
Die Talsperre Goldentraum (polnisch Jezioro Złotnickie bzw. Zapora Złotnicka) wurde von 1919 bis 1924 bei Złotniki Lubańskie („Goldentraum“) in Schlesien im heute polnischen Teil der Oberlausitz gebaut. Andere Angaben sprechen von einer Bauzeit von 1921 bis 1924; möglicherweise wurde erst 1921 mit dem Bau der Staumauer begonnen und vorher gab es Vorarbeiten.

## Stausee
Dies ist die obere von zwei Talsperren in der Nähe von Goldentraum vor der Marklissa-Talsperre. Die Planung erfolgte durch Baurat Curt Bachmann.
Der Zweck der Anlage ist Hochwasserschutz und Wasserkrafterzeugung, aber auch Freizeiterholung durch Baden und Wassersport. Ihr Stauinhalt beträgt 10,5 Mio. m³ bei Normalstau (und vermutlich 12 Mio. m³ bei Hochwasser).
Das gestaute Gewässer ist der Queis („Kwisa“); der Stausee ist 8 km lang und die Wasseroberfläche ist 125 ha groß. Das Stauende liegt unterhalb der Greiffenberger Brücke. An den Hängen des Stausees wurden die „Seeschänke“ nahe der Staumauer und das „Jugendseehaus“ gebaut.
Die nächstgelegenen Orte sind Greiffenberg, Goldbach, Goldentraum (polnisch Złotniki Lubańskie), Rengersdorf, Hagendorf, Neuwarnsdorf (Friedersdorf) und Marklissa.

## Staumauer
Die Staumauer ist eine gekrümmte Gewichtsstaumauer nach dem Intze-Prinzip.
Sie ist 36 m hoch, besteht aus Bruchsteinmauerwerk und ist im Gneis gegründet.
Auf der linken Seite hat sie einen seitlichen Überfall und eine kaskadenförmige Hochwasserentlastungsrinne.
Das Wasserkraftwerk hat drei 1922 gebaute Turbinen und Generatoren zu je 1500 kW (also insgesamt 4500 kW), die heute noch in Betrieb sind. 
Die Baukosten betrugen 2,1 Mio. Reichsmark.
Westlich ganz in der Nähe befindet sich die Talsperre:
- Marklissa (erbaut 1901 bis 1905)

und weiter östlich die
- Bobertalsperre am Bober (Mauertalsperre) bei Hirschberg (erbaut 1904 bis 1911)

In der Nähe befindet sich die Ruine der Neidburg.
Die Informationen stammen aus: N. Kelen, Gewichtsstaumauern und massive Wehre, 1933 und den unten angegebenen Internetseiten.